# アミュー
アミュー（アミュー、9月26日 - ）は日本の漫画家。北海道釧路市出身。血液型はO型。
桜アミュー名義で発表したデビュー作『龍星群』で第57回りぼん新人漫画賞で準入選を受賞。箏曲家の母と姉を持ち、自身も3歳から高校まで箏を習っていたことから、箏をテーマにした作品を手掛けるようになる。
『りぼん』の読者ページ「羅武泣美ハイパー」のイラストも担当していた。同期に大鳥真子がいる。
2010年よりペンネームをアミューに改め、2012年より『ジャンプスクエア』（集英社）にて『この音とまれ!』を連載中。2019年にはテレビアニメ化もされた。

## 作品
読切
- 龍星群（2006年、『りぼんオリジナル』2月号） - デビュー作
- STRAIGHT（2006年、『りぼんオリジナル』6月号）
- ホワイト デイズ（2007年、『りぼん』超びっくりお正月大増刊号）
- By ヒーロー（2007年、『りぼん』春の超びっくり大増刊号）
- 宝空（2007年、『りぼん』8月号） - 『りぼん』本誌初掲載作
- ディア グリーン（2007年、『秋の大増刊号りぼんスペシャル』）
- ミリオンスマイルズ（2010年、『ジャンプスクエア』12月号）
- 5×100（2011年、『ジャンプスクエア』9月号）

連載
- この音とまれ!（2012年9月号 - 、『ジャンプスクエア』）